# Eisschnelllauf-Mehrkampfeuropameisterschaft 2016
Die 112. Eisschnelllauf-Mehrkampfeuropameisterschaft (41. der Frauen) wurde am 9. und 10. Januar 2016 in der belarussischen Hauptstadt Minsk in der Minsk-Arena ausgetragen. Die Internationale Eislaufunion gab die Vergabe der Titelkämpfe im Juni 2013 bekannt. Belarus war zum ersten Mal Ausrichter der Mehrkampfeuropameisterschaften. Der bei den Männern seit 1967 ausgetragene Große Mehrkampf (500, 5000, 1500 und 10.000 Meter) und der bei den Frauen seit 1982 ausgetragene Kleine Mehrkampf (500, 3000, 1500 und 5000 Meter) wurden zum letzten Mal gelaufen. Ab der Mehrkampfeuropameisterschaft 2017 werden der 5000-Meter-Lauf bei den Frauen und der 10.000-Meter-Lauf bei den Männern jeweils durch den 1000-Meter-Lauf ersetzt.
Den EM-Titel bei den Frauen gewann nach 2007, 2010, 2011 und 2012 zum fünften Mal Martina Sáblíková. Mit drei Streckensiegen verwies sie souverän die Titelverteidigerin Ireen Wüst auf den Silberrang. Bronze gewann die junge Niederländerin Antoinette de Jong. Bei den Männern stellte Sven Kramer mit seinem achten EM-Titel nach 2007, 2008, 2009, 2010, 2012, 2013 und 2015 eine neue Bestmarke auf. Die Silbermedaille durch Bart Swings war überhaupt erst die zweite Medaille für Belgien bei Mehrkampfeuropameisterschaften. Der Titelträger von 2014 Jan Blokhuijsen gewann die Bronzemedaille. Der Russe Denis Juskow trat nach Streckensiegen über 500 und 1500 Meter und Platz drei im Zwischenklassement zum abschließenden 10.000-Meter-Lauf nicht mehr an. Von den jungen deutschen EM-Teilnehmern konnte sich keiner für das Finale der besten acht qualifizieren. Leia Behlau belegte den 16. Platz unter 17 Teilnehmerinnen, Felix Maly wurde 18. unter 20 gewerteten Läufern und Jonas Pflug musste nach dem 500-Meter-Lauf am ersten Tag mit einer Leistenverletzung vorzeitig aus dem Wettkampf aussteigen. Insgesamt konnte die Eisschnelllaufnation Niederlande mit einem Titel und vier von sechs möglichen Medaillen erneut ihre Vormachtstellung behaupten.

## Teilnehmende Nationen
Es nahmen insgesamt 41 Athleten, darunter 17 Frauen und 24 Männer, aus 16 Nationen teil.
| Teilnehmende Nationen                                 | Teilnehmende Nationen                                  | Teilnehmende Nationen             |
| ----------------------------------------------------- | ------------------------------------------------------ | --------------------------------- |
| Belgien Deutschland Estland Finnland Italien Lettland | Niederlande Norwegen Österreich Polen Russland Schweiz | Spanien Tschechien Ungarn Belarus |

## Wettbewerb
Bei der Mehrkampfeuropameisterschaft geht es über jeweils vier Distanzen. Jede gelaufene Einzelstreckenzeit wurde in Sekunden auf 500 Meter heruntergerechnet und addiert. Die Summe ergab die Gesamtpunktzahl. Die acht besten Frauen und Männer nach drei Strecken wurden für die letzte Distanz zugelassen. Europameister wurde, wer nach vier Strecken die niedrigste Gesamtpunktzahl erlaufen hatte.

### Frauen

#### Endstand Kleiner Vierkampf
- Zeigt die acht Finalteilnehmerinnen über 5000 Meter
  - Die Zahl in Klammern gibt die Platzierung je Einzelstrecke an, fett gedruckt die jeweils Schnellste.

| Rang | Name                   | 500 Meter  | Pkt.   | 3000 Meter  | Pkt.   | 1500 Meter   | Pkt.   | 5000 Meter  | Pkt.   | Gesamt- punkte |
| ---- | ---------------------- | ---------- | ------ | ----------- | ------ | ------------ | ------ | ----------- | ------ | -------------- |
| 1    | Martina Sáblíková      | 39,98 (4)  | 39,980 | 4:03,79 (1) | 40,631 | 1:57,00 (1)  | 39,000 | 6:58,44 (1) | 41,844 | 161,455        |
| 2    | Ireen Wüst             | 39,90 (3)  | 39,900 | 4:07,32 (3) | 41,220 | 1:57,01 (2)  | 39,003 | 7:10,65 (4) | 43,065 | 163,188        |
| 3    | Antoinette de Jong     | 39,76 (2)  | 39,760 | 4:09,00 (4) | 41,500 | 1:58,80 (4)  | 39,600 | 7:11,83 (5) | 43,183 | 164,043        |
| 4    | Marije Joling          | 40,33 (6)  | 40,330 | 4:07,14 (2) | 41,190 | 1:58,90 (5)  | 39,633 | 7:10,10 (2) | 43,010 | 164,163        |
| 5    | Natalja Woronina       | 40,46 (8)  | 40,460 | 4:09,61 (5) | 41,601 | 2:01,46 (10) | 40,486 | 7:10,19 (3) | 43,019 | 165,566        |
| 6    | Ida Njåtun             | 39,74 (1)  | 39,740 | 4:10,69 (6) | 41,781 | 1:58,51 (3)  | 39,503 | 7:25,92 (7) | 44,592 | 165,616        |
| 7    | Olga Graf              | 40,57 (11) | 40,570 | 4:16,06 (8) | 42,676 | 1:59,00 (6)  | 39,666 | 7:23,33 (6) | 44,333 | 167,245        |
| 8    | Francesca Lollobrigida | 40,57 (11) | 40,570 | 4:15,40 (7) | 42,566 | 2:01,90 (11) | 40,633 | 7:38,11 (8) | 45,811 | 169,580        |

### Männer

#### Endstand Großer Vierkampf
- Zeigt die acht Finalteilnehmer über 10.000 Meter.
  - Die Zahl in Klammern gibt die Platzierung je Einzelstrecke an, fett gedruckt der jeweils Schnellste.

| Rang | Name              | 500 Meter  | Pkt.   | 5000 Meter   | Pkt.   | 1500 Meter   | Pkt.   | 10.000 Meter | Pkt.   | Gesamt- punkte |
| ---- | ----------------- | ---------- | ------ | ------------ | ------ | ------------ | ------ | ------------ | ------ | -------------- |
| 1    | Sven Kramer       | 36,56 (4)  | 36,560 | 6:19,17 (1)  | 37,917 | 1:48,08 (5)  | 36,026 | 13:11,98 (1) | 39,599 | 150,102        |
| 2    | Bart Swings       | 36,73 (9)  | 36,730 | 6:24,91 (3)  | 38,491 | 1:46,41 (2)  | 35,470 | 13:15,47 (2) | 39,773 | 150,464        |
| 3    | Jan Blokhuijsen   | 36,57 (5)  | 36,570 | 6:22,36 (2)  | 38,236 | 1:48,79 (9)  | 36,263 | 13:22,14 (3) | 40,107 | 151,176        |
| 4    | Håvard Bøkko      | 36,63 (6)  | 36,630 | 6:31,62 (4)  | 39,162 | 1:48,87 (10) | 36,290 | 13:35,21 (4) | 40,760 | 152,842        |
| 5    | Andrea Giovannini | 36,87 (11) | 36,870 | 6:32,22 (5)  | 39,222 | 1:48,97 (12) | 36,323 | 13:41,39 (5) | 41,069 | 153,484        |
| 6    | Haralds Silovs    | 36,70 (7)  | 36,700 | 6:33,83 (6)  | 39,383 | 1:48,46 (6)  | 36,153 | 13:53,25 (6) | 41,662 | 153,898        |
| 7    | Jan Szymański     | 37,21 (16) | 37,210 | 6:34,43 (7)  | 39,443 | 1:47,48 (3)  | 35,826 | 13:57,27 (7) | 41,863 | 154,342        |
| 8    | Sindre Henriksen  | 36,71 (8)  | 36,710 | 6:38,23 (10) | 39,823 | 1:48,56 (7)  | 36,186 | 14:16,64 (8) | 42,832 | 155,551        |